# Stella Welter
Stella Welter (* 1991 in Berlin) ist eine deutsche Schauspielerin.

## Leben
Im Alter von acht Jahren erlernte sie das Geigespielen, ab ihrem zwölften Lebensjahr nahm sie Gesangsunterricht. Von 2006 bis 2008 spielte sie die Rolle der Philippa „Pip“ Hallenberg in der ARD-Kinderserie Endlich Samstag!.

## Filmografie
- 2006–2008: Endlich Samstag! (Fernsehserie)
- 2017: A Different Sun – Es wird alles wieder gut
- 2018: Fury of the Fist and the Golden Fleece (Nicht genannt)
- 2019: The Squirrel (Kurzfilm)